# 랄프 커드워스

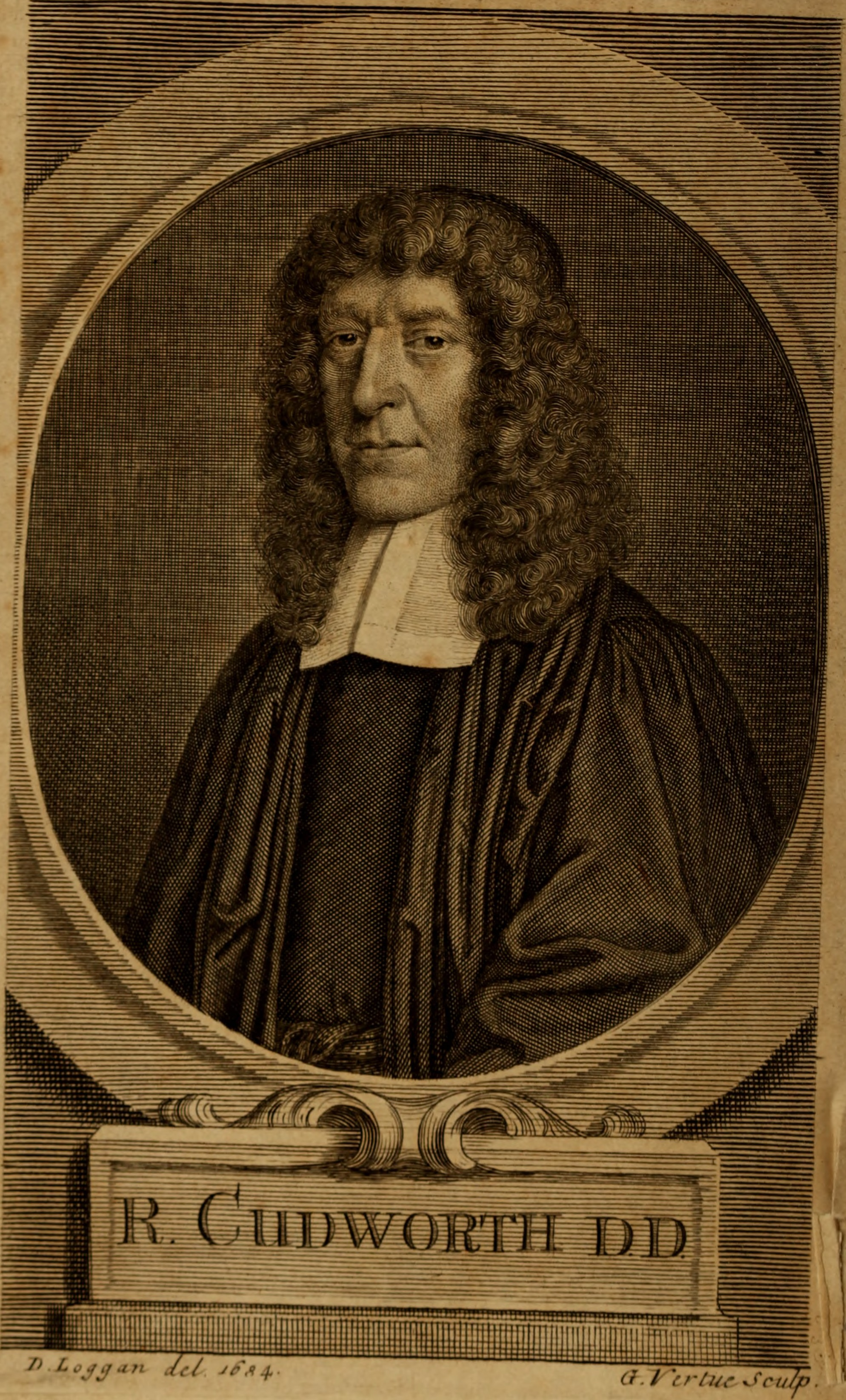

랄프 커드워스(Ralph Cudworth 1617 – 1688년 6월 26일)는 잉글랜드의 성공회 성직자, 히브리어 학자, 고전학자, 신학자이자 철학자로, 케임브리지 플라톤 학파의 주요 인물이었으며, 11대 히브리어 정교수 (1645–1688), 26대 클레어 홀 학장 (1645–1654), 14대 크라이스츠 칼리지 학장 (1654–1688)을 역임했다. 홉스의 정치 및 철학적 견해에 대한 주요 반대자였으며, 그의 대표작은 『우주의 참된 지적 체계』(1678)이다.

## 가족 배경

### 가문
커드워스 가문은 요크셔의 커드워스 (반즐리 근처)에서 유래했다고 알려져 있으며, 1377년경 존 드 커드워스 (1384년 사망)와 올덤의 워너스 영주였던 리처드 드 올덤 (1354년 생존)의 딸 마저리 (1384년 사망)의 결혼으로 랭커셔주로 이주했다. 올덤의 워너스 홀에 살던 커드워스 가문은 1683년까지 워너스/올덤의 영주였다. 철학자 랄프 커드워스의 아버지인 랄프 커드워스 (시니어)는 올덤의 워너스 홀에 살던 랄프 커드워스 (1572년 사망)의 사후에 태어난 둘째 아들이었다.

### 랄프 커드워스 시니어 박사 (1572/73–1624)
철학자의 아버지인 랄프 커드워스 (1572/73–1624) 박사는 임마누엘 칼리지 (케임브리지 대학교)에서 교육을 받았으며, 1592/93년에 인문사회 학사를, 1596년에 인문사회 석사를 졸업했다. 월터 밀드메이 경이 1584년에 설립하고 초대 학장인 로렌스 차더톤의 지휘 아래 있던 임마누엘 칼리지는 설립 당시부터 개혁주의, 청교도주의, 칼뱅주의 교육의 요새였으며, 청교도 사역의 발전에 큰 영향을 미쳤고, 미국으로의 이민 사역에도 크게 기여했다.
1599년에 서품을 받고 1600년까지 대학 펠로우로 선출된 커드워스 시니어는 윌리엄 퍼킨스에게 큰 영향을 받았으며, 1602년에는 그를 이어 케임브리지의 세인트 앤드루 더 그레이트 교구 교회 강사로 취임했다. 그는 1603년에 신학 학사 학위를 받았다. 그는 성 바울로의 『갈라디아인들에게 보낸 편지』(1604)에 대한 퍼킨스의 주석을 편집했는데, 이 책은 로버트, 3대 리치 남작 (이후 워릭 1세 백작)에게 헌정되었고, 바싱본 가우디 경에게 헌정된 자신의 주석을 추가했다. 리치 경은 그에게 에식스주 코그스홀의 교구 목사직을 수여하여 (1606) 박탈된 목사 토마스 스토턴을 대신하게 했으나, 1608년 3월에 이 직책을 사임하고 1609년 11월에 케임브리지 대학교의 총장과 학자들로부터 설교 허가를 받았다. 그 후 그는 앨러의 교구장 직을 신청하여 (임마누엘 칼리지 생활) 펠로우십을 사임하고 1610년에 임명되었다.
그의 1611년 메리 마치엘 (1582년경-1634년)과의 결혼은 (그녀는 웨일스 공 헨리 프레더릭의 "nutrix" – 유모 또는 교사 – 였다) 중요한 인맥을 형성했다. 커드워스 시니어는 제임스 1세의 채플린 중 한 명으로 임명되었다. 메리의 어머니 (또는 숙모)는 청교도 이스트앵글리아 귀족들 사이에서 중심 인물 (제르민 및 하이엄 가문과 함께)이었던 에드워드 루크너 경의 누이였으며, 그의 자녀들은 임마누엘 칼리지에 다녔다. 메리의 루크너와 마치엘 가문과 리치 가문과의 인척 관계에는 그녀의 사촌인 나다니엘 리치 경과 그의 여동생 마가렛 로스 부인이 포함되어 있었는데, 그녀는 브리지워터 근처의 페더턴 파크에 살던 토마스 로스 경의 아내로, 뉴잉글랜드 식민지 사업 (및 이후 비국교도 이민)의 영향력 있는 후원자들이었다. 앨러는 이들의 영향권 안에 있었다.
랄프 시니어와 메리는 앨러에 정착했고, 그곳에서 다음 10년 동안 그들의 자녀들 (아래에 나열)이 세례를 받았다. 커드워스는 앨러의 말라리아 기후로 고통받으면서도 계속 연구하여 『가족, 교회, 공화국의 양심의 경우』(The Cases of Conscience in Family, Church and Commonwealth)라는 사례신학에 대한 완전한 조사를 진행했다. 그는 1619년에 신학 박사 학위를 받았으며, 1621년 리처드 버나드의 『충실한 목자』(The Faithfull Shepherd) 초판본에 헌정된 사람들 중 한 명이었다. 랄프 시니어는 1624년 8월 7일 앤서니 이어버리와 마가렛 로스 부인 앞에서 유언을 남기고 앨러에서 사망했다.

#### 자녀

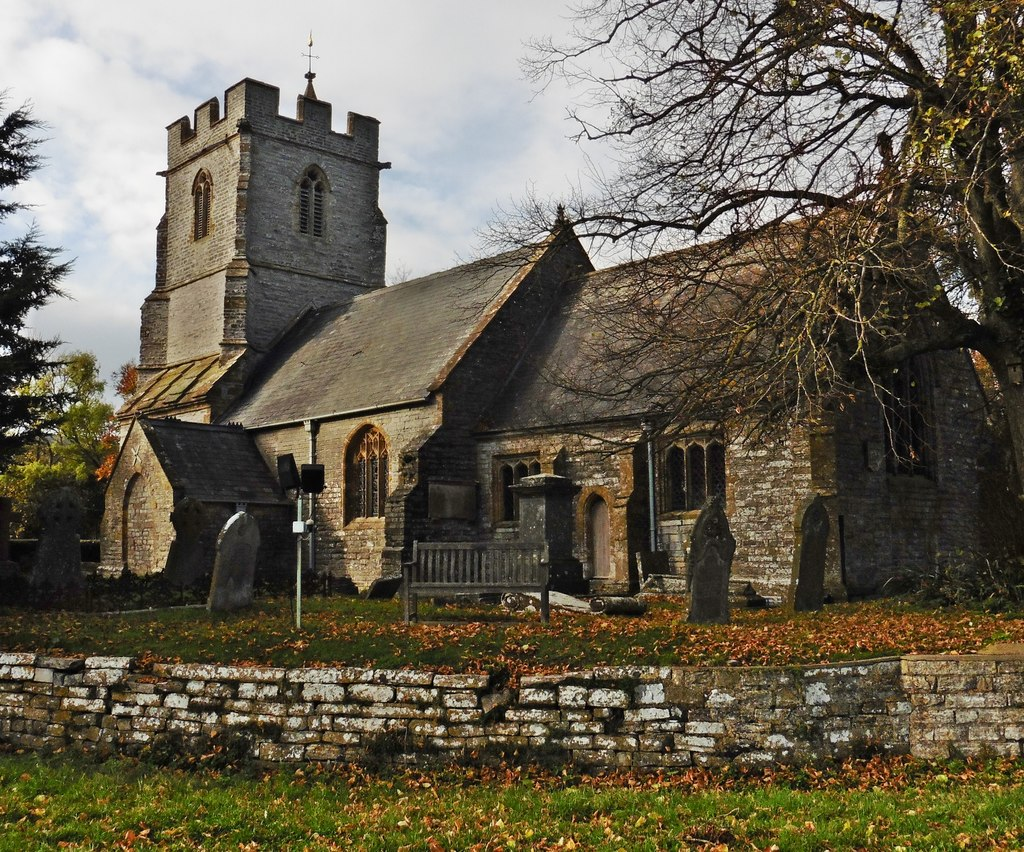
성 앤드루 교구 교회, 앨러, 서머싯주: 존 스토턴이 랄프 커드워스 시니어 (1624)를 이어받은 곳

랄프 커드워스 시니어와 메리 (마치엘) 커드워스 (1582년경–1634)의 자녀는 다음과 같다:
- 장성급 장교 제임스 커드워스 (1612–82)는 매사추세츠주 플리머스 식민지의 부지사 (1756–1758, 1674–1680)와 부총독 (1681–82)을 역임했으며, 연합 식민지의 4회 위원 (1657–1681)이었다.[30] 그의 후손들은 미국의 광범위한 커드워스 가문을 이루고 있다.
- 엘리자베스 커드워스 (1615–1654)는 노샘프턴셔주 브로턴의 조시아스 비첨 (러틀랜드주 시턴 교구 목사 (1627–1676))과 1636년에 결혼하여 여러 자녀를 두었다. 비첨은 1653년에 청교도들에 의해 목사직에서 쫓겨났으나 1662년까지 복직되었다.[31]
- 랄프 커드워스 (주니어)
- 메리 커드워스
- 존 커드워스 (1622–1675)는 런던과 서퍽주 벤틀리 출신으로, 런던 시의원이었으며, Worshipful Company of Girdlers의 Master (1667–68)를 역임했다.[32] 존은 사망 시 4명의 고아를 남겼는데, 그 중 토마스 커드워스 (1661–1726)[33]와 벤자민 커드워스 (1670–1725년 9월 15일) 모두 크라이스츠 칼리지 (케임브리지)에 다녔다.[34] 벤자민 커드워스의 검은색 기념 석판은 서퍽주 사우스홀트의 성 마가렛 교구 교회에 있다.
- 제인/조안(?) 커드워스 (1624년경 출생; 1647년 미혼 상태)는 랄프의 여동생일 수 있다.[35]

## 경력

### 교육
다섯 (아마도 여섯) 자녀 중 둘째이자 셋째인 랄프 커드워스 (주니어)는 서머싯주 앨러에서 태어나 1617년 7월 13일에 세례를 받았다. 아버지 랄프 커드워스 시니어 (1624)가 사망한 후, 존 스토턴 박사 (1593–1639, 코그스홀의 토마스 스토턴의 아들이자 임마누엘 칼리지 펠로우)는 앨러의 교구장으로 부임하여 미망인 메리 (마치엘) 커드워스 (1582년경–1634)와 결혼했다. 스토턴 박사는 의붓자녀들의 교육에 세심한 주의를 기울였는데, 랄프는 나중에 이를 "칼뱅주의 식단"이라고 표현했다. 제임스와 랄프 커드워스 형제가 스토턴에게 보낸 편지들이 이를 명백히 보여준다. 랄프가 임마누엘 칼리지 (케임브리지)에 입학했을 때 (1632), 스토턴은 그를 "같은 나이의 대학생들 중 학교 공부가 가장 잘 되어 있는 소년"이라고 생각했다. 스토턴은 런던 세인트 메리 알더만버리의 큐레이터 겸 설교자로 임명되었고 (1632), 가족은 앨러를 떠났다. 랄프의 형 제임스 커드워스는 결혼하여 1634년에 뉴잉글랜드의 플리머스 식민지 스키튜에트로 이주했다. 메리 마치엘 커드워스 스토턴은 1634년 여름에 사망했고, 스토턴 박사는 도싯주 프램턴과 도체스터의 존 브라운의 딸과 결혼했다.

### 임마누엘 칼리지의 펜셔너, 학생, 펠로우 (1630–1645)

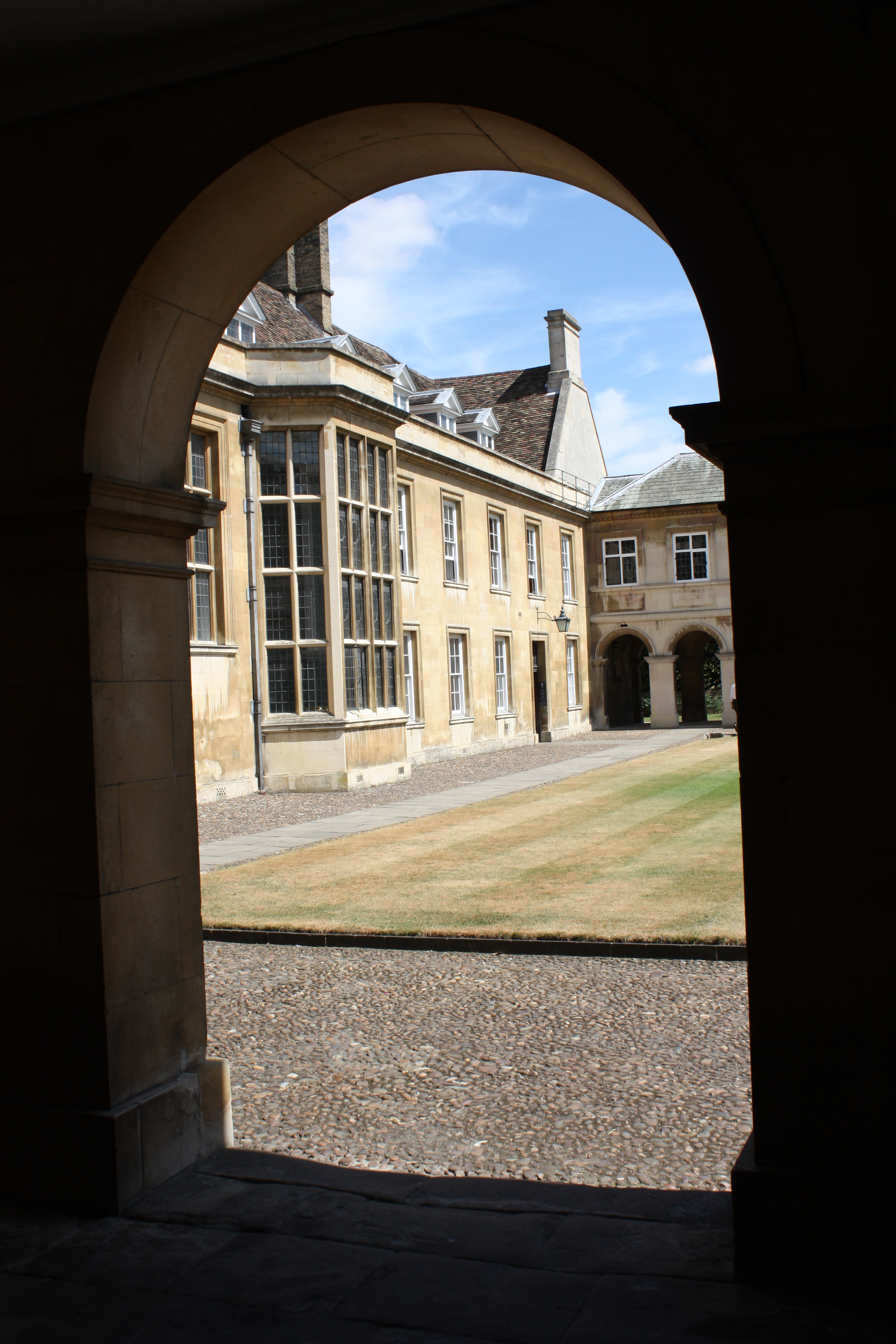
임마누엘 칼리지, 케임브리지

초기 비국교도 배경을 가진 가정에서 자랐으며 성실한 학생이었던 커드워스는 아버지의 모교인 임마누엘 칼리지 (케임브리지 대학교)에 펜셔너로 입학하여 (1630) 1632년에 재적하고 1635/36년에 학사, 1639년에 석사 학위를 취득했다. 그는 (계부에게 털어놓은) 몇 가지 망설임 끝에 1639년에 임마누엘 칼리지의 펠로우로 선출되었고, 성공적인 교사로 1641년에 레드 강좌를 진행했다. 그는 『그리스도와 교회의 연합, 그림자로』(The Union of Christ and the Church, in a Shadow, 1642)와 『주님의 만찬의 참된 개념에 관한 담론』(A Discourse concerning the True Notion of the Lord's Supper, 1642)이라는 논문을 발표했는데, 이 두 논문은 요한 슈테판 리탕겔과의 만남을 통해 자극받은 그의 카라이트 유대교 원고 연구에 영향을 받았다.

### 11대 히브리어 정교수 (1645년) 및 26대 클레어 홀 학장 (1645–1654년)

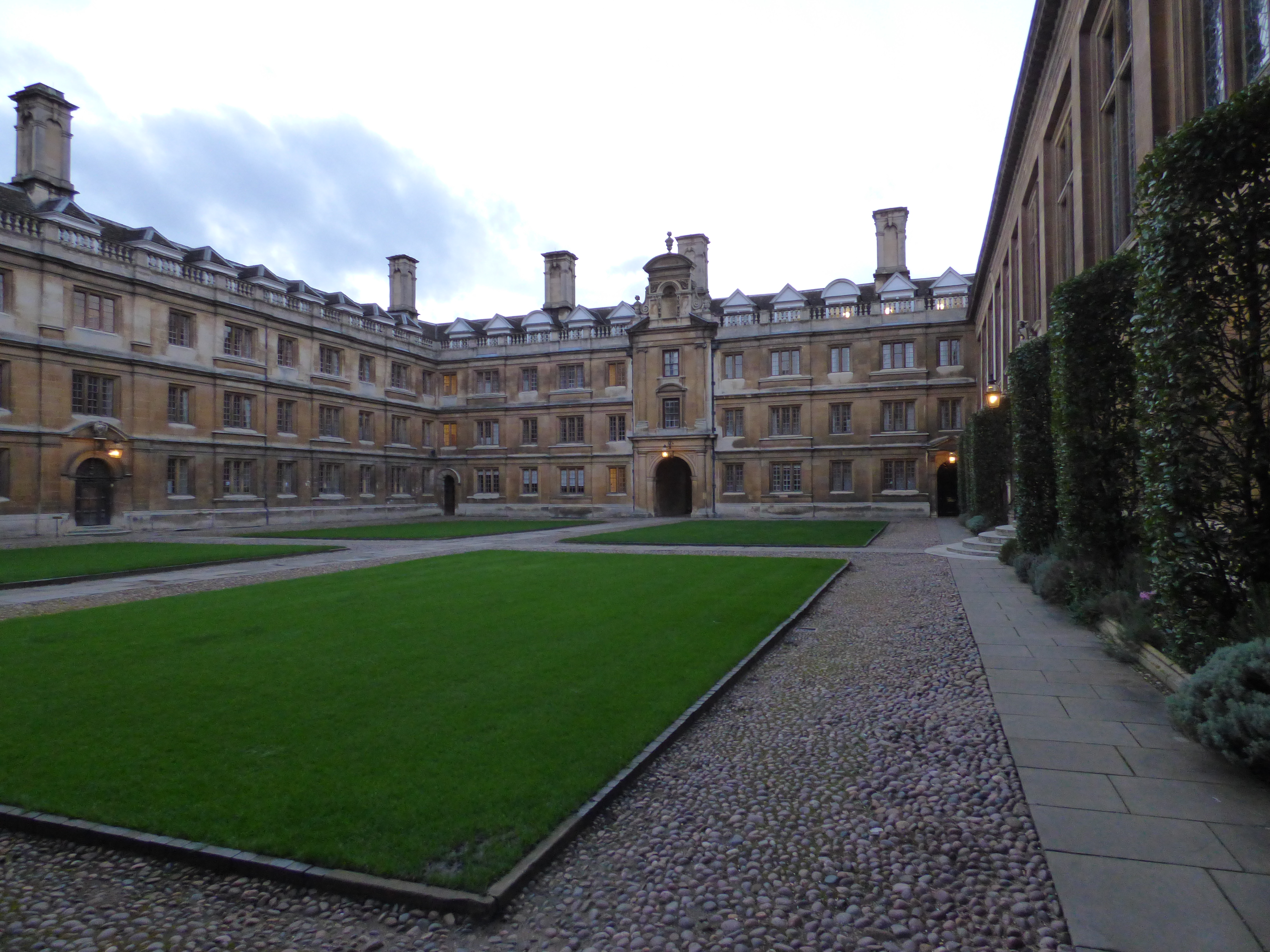
클레어 칼리지, 케임브리지 구 법정 후면

존 셀든과의 지속적인 서신 교환 (그에게 카라이트 문헌을 제공함) 이후, 그는 28세의 나이로 11대 히브리어 정교수로 선출되었다 (1645). 1645년, 토마스 파스케는 성공회 신념 때문에 클레어 홀 학장에서 해임되었고, 커드워스는 (미숙함에도 불구하고) 26대 학장으로 그의 후임으로 선정되었다 (그러나 1650년까지 취임하지 못했다). 마찬가지로, 그의 동료 신학자인 벤자민 위치콧은 19대 학장으로 킹스 칼리지에 취임했다. 커드워스는 1646년에 신학 학사 학위를 받았고, 잉글랜드 하원 앞에서 설교를 했다 (요한1서 2장 3-4절에 대한) 이는 나중에 하원에 대한 헌정 서한과 함께 출판되었다 (1647). 이러한 영예와 임마누엘 칼리지에 의한 서머싯주 노스 캐드버리 교구장 직위 (1650년 10월 3일)에도 불구하고, 그는 비교적 가난한 상태를 유지했다. 그는 1651년에 신학 박사 학위를 받았으며, 1652년 1월에 그의 친구 존 워딩턴 박사는 그에 대해 다음과 같이 썼다. "만약 그가 생계 곤란으로 인해 케임브리지를 떠나야 한다면, 그곳에서 그는 귀족적이고 모범적인 학문적 자질을 매우 뛰어나게 갖추고 있기 때문에, 그것은 불길한 징조가 될 것이다."

### 결혼 (1654년) 및 크라이스츠 칼리지 14대 학장 (1654–1688년)

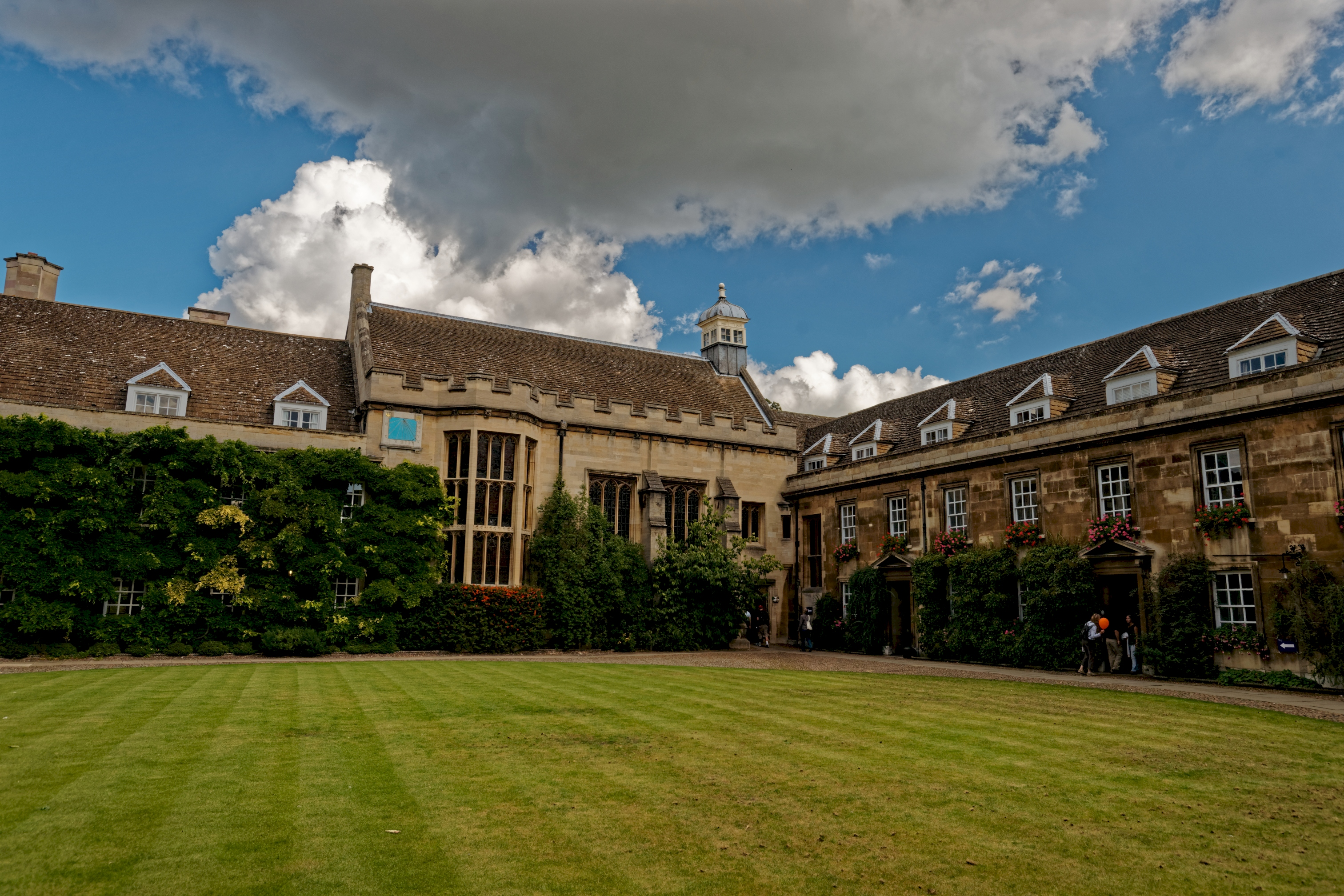
크라이스츠 칼리지, 케임브리지 첫 번째 법정

시력이 악화되었음에도 불구하고, 커드워스는 1654년 10월 29일에 크라이스츠 칼리지의 14대 학장으로 선출되어 1654년 11월 2일에 취임했다. 그의 임명은 매튜 크래덕 (1641년 사망)의 딸 다마리스 (1695년 사망)와의 결혼과 동시에 이루어졌는데, 매튜 크래덕은 매사추세츠만 회사의 초대 지사였다. 워딩턴은 이에 대해 다음과 같이 논평했다. "많은 고난 끝에 커드워스 박사는 하나님의 은혜로운 섭리로 케임브리지로 돌아와 크라이스츠 칼리지에 정착했으며, 결혼을 통해 더욱 안정되고 확고해졌다."
매튜 크래덕은 1641년 유언에서 매드포드의 미스틱 강 옆에 있는 자신의 토지 (그는 한 번도 방문한 적이 없었고, 그의 대리로 관리되었다)를 두 부분으로 나누었다. 한 부분은 그의 딸 다마리스 크래덕 (1695년 사망, 랄프 커드워스 주니어의 아내)에게 유증되었고, 다른 한 부분은 그의 미망인 레베카 (그녀의 생애 동안)에게 주어졌으며, 그 후 그의 형제 새뮤얼 크래덕 (1583–1653)과 그의 남자 상속인들에게 상속되도록 했다. 새뮤얼 크래덕의 아들 새뮤얼 크래덕 주니어 (1621–1706)는 1637년에 임마누엘 칼리지에 입학하여 1640–41년에 학사, 1644년에 석사, 1651년에 신학 학사 학위를 받았으며, 이후 펠로우 (1645–56)이자 벤자민 위치콧의 제자였다. 매드포드 토지의 일부가 1642년에 에드워드 콜린스에게 임대된 후, 변호사에게 맡겨졌다. 미망인 레베카 크래덕 (그녀의 두 번째와 세 번째 남편은 각각 리처드 글로버와 벤자민 위치콧이었다)은 매사추세츠 총회에 청원했고, 유증을 받은 사람들은 나중에 1652년에 콜린스에게 토지를 매각했다.
미망인 레베카 크래덕이 커드워스의 동료 벤자민 위치콧과 결혼하면서, 커드워스와 그녀의 의붓딸 다마리스 (1695년 사망)의 결혼이 가능해졌고, 이는 두 학자 간의 가족적 유대를 통해 관계를 강화시켰다. 다마리스는 1642년에 런던과 펠텀의 토마스 앤드루스 주니어 (1653년 사망)와 처음 결혼했으며, 그는 토마스 앤드루스 경 (1659년 사망, 1649년, 1651–2년 런던 시장경)의 아들로, 이 결혼으로 여러 자녀를 두었다. 앤드루스 가족 또한 매사추세츠 프로젝트에 참여했으며, 청교도 대의를 강력히 지지했다.

### 잉글랜드 공화국과 왕정복고
커드워스는 케임브리지 플라톤 학파로 알려진 신학자 및 철학자 집단의 중심 인물로 부상했으며, 이들은 잉글랜드 공화국에 (다소) 공감했다. 1650년대 후반 동안, 커드워스는 올리버 크롬웰의 잉글랜드 호국경 추밀원 장관인 존 더를로에게 특정 대학 및 정부 임명과 다양한 다른 문제에 대해 자문을 제공했다. 1657년 동안, 커드워스는 불스트로드 휘트록의 의회 "종교 대위원회" 소위원회에 영어 성경 판본의 정확성에 대해 자문했다. 커드워스는 그레이트 윌브라함의 교구 목사와 케임브리지셔주 토프트의 교구장으로 임명되었다 (케임브리지 주교구 1656), 그러나 1661년과 1662년에 각각 이 직위를 포기했다. 이는 런던 주교인 길버트 셸던 박사가 그에게 하트퍼드셔주 애슈웰 교구장 직위 (1662년 12월 1일)를 제안했기 때문이다.

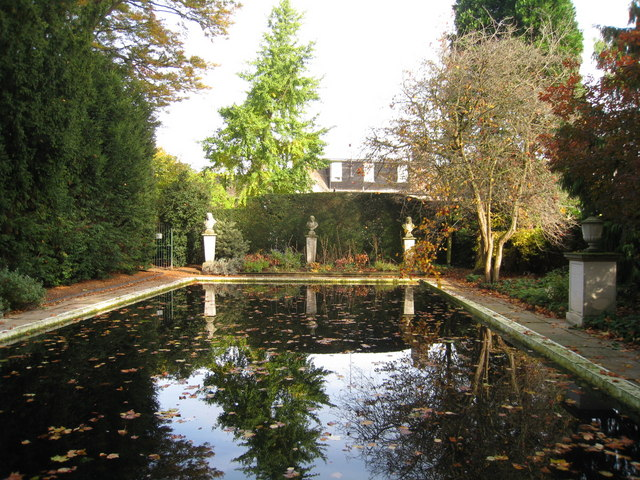
17세기 중반 크라이스츠 칼리지, 케임브리지 펠로우 수영장

랄프 커드워스가 올리버 크롬웰 정권의 저명한 인물 (예: 존 더를로)과 긴밀히 협력했기 때문에, 잉글랜드 왕정복고 시기에 크라이스츠 칼리지 학장직 유지에 대한 이의가 제기되었지만, 결국 그는 사망할 때까지 이 직위를 유지했다. 그와 그의 가족은 "올드 로지" (홉슨 스트리트와 칼리지 예배당 사이에 위치)의 개인 숙소에 거주했다고 믿어지며, 그의 재임 기간 동안 대학 건물에 여러 개선 작업이 이루어졌다. 그는 1662년에 왕립학회 펠로우로 선출되었다.

### 말년
1665년, 커드워스는 동료 플라톤주의자 헨리 모어와 거의 다투게 되었다. 모어가 자신이 오랫동안 구상하던 윤리학 논문과 겹칠 것을 우려하여 윤리적 저술을 작성했기 때문이다. 어려움을 피하기 위해 모어는 『윤리학 안내서』(Enchiridion ethicum, 1666–69)를 라틴어로 출판했다. 그러나 커드워스가 계획했던 논문은 결국 출판되지 못했다. 그의 장엄한 작품인 『우주의 참된 지적 체계』(The True Intellectual System of the Universe, 1678)는 세 부분으로 구상되었으나 첫 부분만 완성되었다. 그는 다음과 같이 썼다. "이 책이 처음 의도했던 세 가지를 모두 포함하고 있지 않다고 해서 불완전하거나 미완성이라고 생각할 이유가 없다. 이 책은 특정 제목과 주제에 속하는 모든 것을 담고 있으며, 그런 면에서 부분적인 것이 아니라 전체이다."

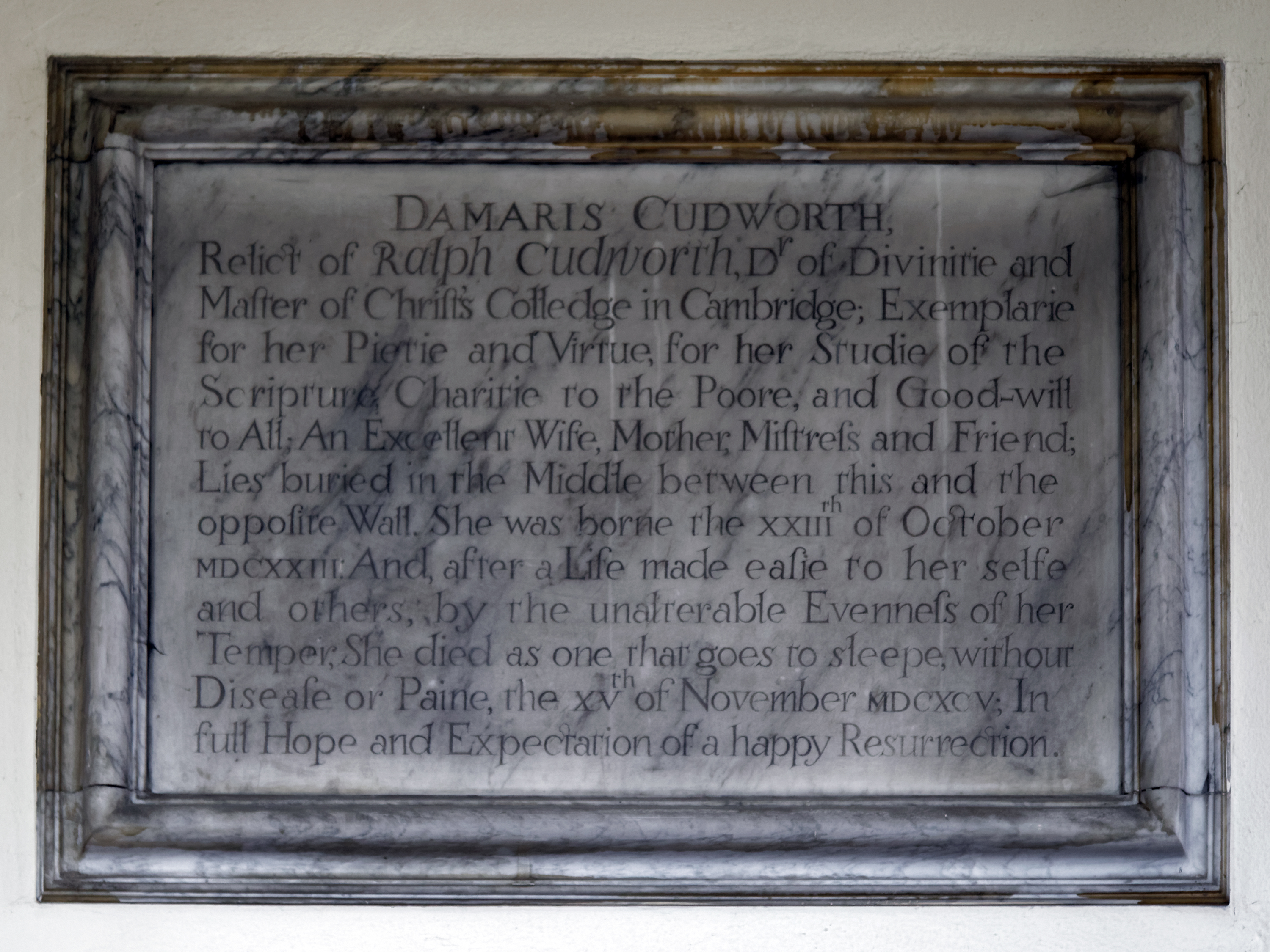
다마리스 커드워스 기념비

커드워스는 1678년에 글로스터의 참사회원으로 취임했다. 그의 동료인 벤자민 위치콧은 1683년에 케임브리지의 커드워스 집에서 사망했고, 커드워스 자신은 1688년 6월 26일에 사망하여 크라이스츠 칼리지 예배당에 안장되었다. 커드워스의 유화 초상화 (실제 모습을 그린 것)는 크라이스츠 칼리지 홀에 걸려 있다. 커드워스 시대에 크라이스츠 칼리지에 야외 수영장이 만들어졌으며 (현재도 존재함), 그곳에는 존 밀턴과 니콜라스 손더슨의 흉상과 함께 커드워스의 조각 흉상이 있다.
커드워스의 미망인 다마리스 (크래독) 앤드루스 커드워스 (1695년 사망)는 딸인 Damaris Cudworth Masham과 에식스주 하이 레이버에서 긴밀한 관계를 유지했으며, 그곳에서 사망하여 철학자 존 로크가 작곡했다고 전해지는 조각 비문과 함께 교회에 기념되었다.

### 자녀
랄프 커드워스와 다마리스 (크래독) 앤드루스 커드워스 (1695년 사망)의 자녀는 다음과 같다:
- 존 커드워스 (1656년경–1726년)는 크라이스츠 칼리지 (케임브리지)에 1672년에 입학하여 학사 (1676–77), 석사 (1680) 학위를 받았고, 앤드루스 씨의 제자였다. 그는 펠로우 (1678–1698)였으며, 1684년에 사제로 서품되었고, 나중에 그리스어 강사 (1687/88)와 시니어 학장 (1690)이 되었다.[77]
- 찰스 커드워스 (1684년 사망)는 1674–76년에 트리니티 칼리지 (케임브리지)에 입학했지만 졸업하지 않았을 수 있으며, 대신 인도 서벵골주 카심바자르 공장에서 경력을 쌓았고, 그곳에서 존 로크 (그의 누이 다마리스 커드워스의 친구)가 1683년 4월 27일에 그와 서신을 주고받았다.[78] 그는 1683/84년 2월에 서벵골주 말다의 영국 동인도 회사 차석 조나단 프릭먼의 미망인 메리 콜과 결혼했다.[79] 찰스 커드워스는 1684년 3월에 사망했다.[80]
- 토마스 커드워스는 크라이스츠 칼리지 (케임브리지)에서 석사 (1682) 학위를 받았다.[81][82]
- 다마리스 커드워스 (1659–1708)는 경건하고 재능 있는 여성이었으며, 에식스주 하이 레이버의 프란시스 매셤 경 (1646년경–1723년)의 두 번째 아내 (1685년)가 되었다.[83] 매셤 부인은 철학자 존 로크의 친구였으며, 고트프리트 라이프니츠와도 서신을 주고받았다. 그녀의 아들 프란시스 커드워스 매셤 (1731년 사망)은 대법원 회계 감사관이 되었다.

랄프 커드워스의 의붓자녀 (다마리스 (크래독) 앤드루스 (1695년 사망)와 토마스 앤드루스 (1653년 사망)의 자녀)는 다음과 같다:
- 리처드 앤드루스 (1688년 생존)는 페일에 따르면 이 시기 크라이스츠 칼리지 (케임브리지)에 다녔던 리처드 앤드루스와 동일 인물이 아니다.[84]
- 존 앤드루스 (1688년 이후 사망?)는 1664년에 크라이스츠 칼리지 (케임브리지)에 입학하여 학사 (1668/9), 석사 (1672) 학위를 받았고, 1669–70년에 부제와 사제로 서품되었으며, 펠로우 (1669–75)였다.[85] 페일은 그가 1675년경에 사망했다고 추정하지만, 그는 동생 토마스 (1688년)의 유언에서 유증을 받았다. 존 코벨은 존 앤드루스가 꾸민 커드워스의 자녀들이 공연한 "목가"에 참석했다.[86]
- 토마스 앤드루스 (1688년 사망), 런던의 시민이자 염색공은 리넨 상인이었다. 그는 1681년 8월에 세인트 피터스, 콘힐의 사무엘 슈트의 딸 안나와 결혼했다.[87][88]
- 매튜 앤드루스 (1674년 사망)는 1663/4년에 퀸스 칼리지 (케임브리지)에 입학하여 이후 펠로우로 선출되었다.[89]
- 다마리스 앤드루스 (1687년 사망)는 1661년에 에드워드 애브니 경 (1631–1728)의 첫 번째 아내로 결혼했다. (애브니 경은 크라이스츠 칼리지 (케임브리지) 학생 (학사 1649–52/53); 펠로우 (1655–61); 두 법의 박사 (1661)였다).[90][91]

## 철학
커드워스는 케임브리지 플라톤 학파의 일원이었다. 이들은 케임브리지 대학교와 관련된 17세기 영국의 사상가 집단으로, 플라톤의 가르침에서 자극을 받았지만 데카르트, 홉스, 베이컨, 보일, 스피노자의 영향도 받았다. 이 집단의 다른 중요한 철학자는 헨리 모어 (1614–1687)였다. 모어는 영적 실체 또는 정신이 비활성 물질을 통제한다고 주장했다. 그는 데카르트와의 서신 교환을 통해 물질적이든 아니든 모든 것이 연장을 가지고 있다는 사상을 발전시켰으며, 후자의 예로 무한한 공간 (뉴턴)이 있고, 이는 다시 신의 개념 (그의 『형이상학 안내서』 1667년에 제시)과 상호 관계를 가진다. 이 사상을 발전시키면서 모어는 또한 신과 실체, 즉 자연 사이에 인과적 매개체를 도입했는데, 이는 플라톤의 세계 영혼 또는 스토아 학파의 프네우마에서 파생된 그의 '히라르키 원리'에서 비롯되었다. 이 원리는 비활성 및 활성 자연 모두에 대한 자연 법칙을 포함하며, 영혼 (psyche)과 육체 (ssoma) 사이의 공감적 공명을 포함한다.

### 가소성 원리
자연의 역할은 이성의 시대 또는 계몽주의 시대의 철학자들이 직면한 문제 중 하나였다. 지배적인 견해는 교회의 기적을 일으키는 창조물에 개입하는 인격적 신에 대한 견해 또는 고대의 범신론 (유신론에 대한 상대적 무신론) – 모든 것에 스며들어 모든 것에 존재하는 신 – 이었다. 그러나 "세계를 포괄하는 섭리적 돌봄과 세계를 내부에서 조직할 수 있는 하나의 보편적 생명력에 대한 생각."은 영적인 경향을 가진 철학자들과 물질주의적 경향을 가진 철학자들 모두에게 어려움을 안겨주었다.
커드워스는 『우주의 참된 지적 체계』(1678)에서 이러한 기계론적, 물질주의적 자연관에 맞서 '자연의 가소성 생명'(the Plastick Life of Nature)이라는 개념을 제시했다. 이는 물질과 운동의 법칙을 모두 포함하는 형성 원리이자, 자연 세계의 설계와 목표를 설명하는 경향 또는 방향을 담고 있다. 그는 데카르트의 자기 의식으로서의 정신 개념에 자극을 받아 신을 의식으로 보았다. 그는 고대부터 현재까지의 네 가지 형태의 무신론을 분석하고, 이들이 모두 무감각한 활동과 자기 의식을 포함하는 생명과 지식의 원리를 오해했음을 보여주었다. 그는 유신론과 무신론 간의 긴장을 다루면서, 세계에 흘러들어간 스토아 학파의 신성한 이성 개념과 플라톤의 세계 영혼 개념을 모두 취하여 극성적 힘을 가정했다. 즉, "지배하지만 분리된 정신으로서 또는 정보를 주는 생명 원리로서 – 즉, nous hypercosmios 또는 nous enkosmios." 브리태니커 백과사전에 따르면:
그는 물활론 (철학)적 무신론을 반박하는 맥락에서, 모어와 공유했던 유명한 가설인 가소성 자연(plastic nature)에 대한 가설을 제시한다. 이는 물질과 정신의 중간 실체이며, 특정 목적을 추구하지만 자유롭거나 지능적으로는 작동하지 않는 힘이다. 즉, 신의 직접적인 개입 없이 법칙이 작동할 수 있게 하는 도구이다. ...

모든 무신론적 접근 방식은 자연을 무의식으로 간주했는데, 커드워스에게 이는 존재론적으로 지지할 수 없는 것이었다. 생명과 의미의 궁극적인 원천이 되어야 하는 원리가 그 자체로 자의식적이고 지식이 있어야 하며, 즉 합리적이어야 한다는 것이다. 그렇지 않으면 창조 또는 자연은 무작위적인 외부 힘에 의해 움직이는 비활성 물질로 퇴화한다 (콜리지의 '비생산적인 입자들의 우연한 소용돌이'). 커드워스는 자연을 가소성 (형성) 및 생식성 (생성) 힘을 부여받았지만, 정신 또는 자의식적 지식을 가진 식물적 힘으로 보았다. 이 아이디어는 나중에 낭만주의 시대에 독일 과학에서 블루멘바흐의 빌둥스트라이브 (생성력)와 레벤스크라프트 (또는 빌둥스크라프트)로 나타날 것이다. 귀도 기글리오니는 다음과 같이 썼다.
... 우주의 생명은 두 가지 원리로 나뉜다. – 하나는 초월적이고 지적인 것 (« 동물적이고 감각적이며 지적인 본성, 또는 전 세계를 주재하는 의식적인 영혼과 정신 »), 다른 하나는 내재적이고 지각이 없는 것 (« 어떤 가소성 자연, 또는 만물의 운명을 지배하는 생식 원리 »)

커드워스에게 무신론의 본질은 물질이 스스로 활동하고 자족적이라는 견해였던 반면, 커드워스는 가소성 힘이 무감각하고 보편적 정신 또는 로고스의 직접적인 통제 하에 있다고 보았다. 그에게 무신론은 기계론적이든 물질론적이든 "자연 현상"을 해결할 수 없었다. 헨리 모어는 무신론이 각 물질을 독립적이고 스스로 작용하게 하여 물질을 '신성화'한다고 주장했다. 커드워스는 유물론/기계론이 "실체를 육체적 존재로, 그 활동을 인과적 결정론으로, 그리고 개별 사물을 물질적 필연성에 지배되는 덧없는 현상으로 축소시킨다"고 주장했다.
커드워스는 자연의 모든 것, 즉 비활성적이고 생명력 있는 모든 것을 질서 있는 움직임으로 유지하기 위한 자연 법칙을 포함하는 보편적인 가소성 자연이라는 개념과, 개별적 실체들 안에 성장과 운동의 '내부 원리' 역할을 하는 특수한 가소성 자연이라는 개념을 가지고 있었지만, 이를 플라톤주의 전통에 귀속시켰다:
플라톤주의자들은 이 둘을 함께 주장하는 것 같다. 즉, 동물, 짐승, 인간의 모든 개별 영혼 속에 가소성 자연이 내재되어 있으며, 또한 전체 우주의 가소성 또는 생식 원리가 상위 세계 영혼과 구별되지만 그에 종속되어 있다는 것이다. (커드워스, TIS, p. 165)

또한, 커드워스의 가소성 원리는 기능적 극성이기도 했다. 그가 썼듯이:
우주의 근원적 이성 또는 가소성 자연은 부분들을 서로에게 대립시키고 각각을 결핍하게 함으로써 전쟁과 갈등을 일으킨다. 따라서 그것은 하나이지만 그럼에도 불구하고 서로 다르고 상반되는 것들로 구성되어 있다. 부분들 안에 적대감이 있음에도 불구하고, 전체적으로는 친화적이고 조화롭다. 마치 극시에서 충돌과 갈등이 하나의 조화로 화해되는 것과 같다. 그러므로 세계의 근원적 또는 가소성 자연은 불일치하는 것들의 조화에 적절하게 비유될 수 있다.

또 다른 역사가가 결론에서 지적했듯이, "커드워스의 가소성 자연 이론은 모든 자연을 맹목적인 우연에 의해 지배되거나, 그가 이해하는 말브랑슈의 견해에 따르면, 신에 의해 미세하게 관리되는 것으로 해석하는 것에 대한 대안으로 제시되었다."

#### 가소성 원리와 정신
커드워스의 가소성 원리는 능동적인 마음의 이론을 포함하며, 즉 신 또는 최고 정신은 개별 정신과 이성을 낳는 "정액적 이성"이다. 인간의 마음 또한 창조할 수 있으며, 플라톤적 의미에서 영적 또는 초감각적 '이념'에 접근할 수 있다. 커드워스는 의지가 이성과 구별되지 않지만, 내적인 행위 능력이라고 주장하며 홉스적 결정론에 도전했다. 따라서 자발적인 의지 기능은 자기 결정력을 포함하며, 외부 강제가 아니라, 우리가 신의 의지에 따라 행동하거나 그렇지 않을 수 있는 힘을 가지고 있다. 커드워스의 '헤게모니콘' (스토아 학파에서 가져옴)은 영혼의 상위 기능 (자발적 의지와 이성)과 하위 동물 기능 (본능)을 결합하고, 또한 전인을 구성하는 영혼 내의 기능으로, 데카르트의 몸과 영혼 또는 정신과 육체의 이원론을 연결한다. 이 아이디어는 자기 지향적이고 자율적인 개체의 자기 인식과 정체성 개념의 기초를 제공했으며, 이는 존 로크를 예견하는 아이디어이다.

## 유산
존 로크는 자극을 통해 인간이 어떻게 지식에 도달하는지 (아이디어가 내재적이라고 보는 대신) 탐구했으며, 이 접근 방식은 수용적이고 능동적인 '사고하는' 마음에 대한 그의 아이디어로 이어졌다. 첫 번째는 감각 ('단순 아이디어')을 받는 것을 포함하고, 두 번째는 반성 — "자신의 내적 작용에 대한 관찰" (복합 아이디어로 이어지는 내적 감각) — 에 의해 이루어지며, 두 번째 활동이 첫 번째 활동에 영향을 미친다. 사고는 외적 자극에 의해 시작되며, 이 '단순 아이디어'는 마음의 자기 활동, 즉 "능동적인 힘"에 의해 받아들여져 외적 세계는 의식의 활동을 통해 행동 (자연적 원인)으로만 실현될 수 있다. 로크는 또한 생명의 문제는 물질에 있는 것이 아니라 의식에 대한 자아의 능력, 즉 서로 다른 사건을 조직 (연관)할 수 있는 능력에 있다고 보았으며, 이는 감각 경험을 통해 생명에 참여하는 것을 의미하며, 이러한 감각 경험은 의식에서 모든 종류의 경험을 생산할 수 있는 능력을 가지고 있다. 로크의 이러한 아이디어는 피히테에 의해 계승되었고 독일 낭만주의 과학과 의학에 영향을 미쳤다. (낭만주의 의학 및 브루노니안 의학 체계 참조).
토머스 리드와 그의 "상식" 철학 또한 커드워스의 영향을 받았으며, 스코틀랜드 계몽주의에 그의 영향을 미 미쳤다.
조지 버클리는 나중에 '에테르' 또는 '에테르 매질'이라는 개념으로 가소성 생명 원리를 발전시켰는데, 이는 모든 생명체를 활성화시키는 '진동'을 유발한다. 버클리에게 이 매질의 본질은 실체들 간의 '인력'을 생성하는 것이다.
빛의 굴절 또한 이 에테르 매질의 장소마다 다른 밀도와 탄성력에서 비롯된다고 생각된다. 이 매질의 진동이 빛의 광선 운동과 교대로 일치하거나 방해하면서 쉽게 반사되고 투과되는 상태를 만들어낸다고 가정된다. 빛은 이 매질의 진동에 의해 물체에 열을 전달한다고 생각된다. 동물 운동과 감각 또한 이 에테르 매질의 진동 운동이 신경의 단단한 모세관을 통해 전달되는 것으로 설명된다. 요컨대, 이전에 인력으로 여겨졌던 모든 현상과 물체의 특성들은 나중에 이 에테르와 다양한 인력 자체에 귀속되는 것으로 보인다. (버클리 V 107–8)

버클리는 이 '에테르'가 뉴턴의 중력을 움직임의 원인으로 대체하려는 의도를 가졌지만 (커드워스가 자신의 가소성 원리에서 두 힘 사이의 극성을 보았던 것과는 달리), 버클리의 개념에서 에테르는 정신의 움직임과 자연의 움직임 모두를 의미한다.
커드워스와 버클리의 견해는 모두 콜리지가 자신의 '분출 XXXV'에 나오는 에올리안 하프의 비유에서 차용했다. 한 논평가는 다음과 같이 언급했다: "첫 번째 원고에서 우리가 보는 것은 커드워스의 가소성 자연 원리의 명료화이며, 이는 출판된 판본에서 신의 내재적 활동에 의해 수행되는 움직임의 인과적 작용에 대한 버클리적 표현으로 변형된다."

## 작품

### 설교와 논문
커드워스의 저작에는 『그리스도와 교회의 연합, 그림자로』 (1642); 『영국 하원 앞에서 설교된 설교』 (1647); 『주님의 만찬의 참된 개념에 관한 담론』 (1670) 등이 있다. 커드워스의 많은 저작은 원고 형태로 남아 있다. 그러나 특정 현존하는 작품들은 사후에 출판되었는데, 예를 들어 『영원하고 불변하는 도덕에 관한 논문』과 『자유 의지에 관한 논문』이 있다.

#### 『영원하고 불변하는 도덕에 관한 논문』 (사후 출판)
커드워스의 『영원하고 불변하는 도덕에 관한 논문』은 에드워드 챈들러의 서문과 함께 1731년에 출판되었으며, 영국의 도덕 철학의 역사적 발전에 관한 책이다. 이 책은 플라톤주의의 관점에서 도덕적 구분이 국가에 의해 만들어진다는 홉스의 유명한 주장에 반박한다. 이 책은 지식이 감각 인상의 흐름을 넘어서는 영구적인 이해 가능한 요소를 포함하는 것처럼, 영원하고 불변하는 도덕 개념이 존재한다고 주장한다.

#### 『자유 의지에 관한 논문』 (사후 출판)
또 다른 사후 출판물은 존 앨런이 편집한 커드워스의 『자유 의지에 관한 논문』 (1838)이다. 이 책과 『영원하고 불변하는 도덕에 관한 논문』은 그의 대작 『우주의 참된 지적 체계』의 구상과 관련이 있다.

### 『우주의 참된 지적 체계』 (1678년)
1678년 커드워스는 『우주의 참된 지적 체계: 제1부, 모든 무신론적 이성과 철학이 반박되고 그 불가능성이 증명됨』을 출판했는데, 이 책은 1671년 5월 29일에 출판 허가를 받았다.

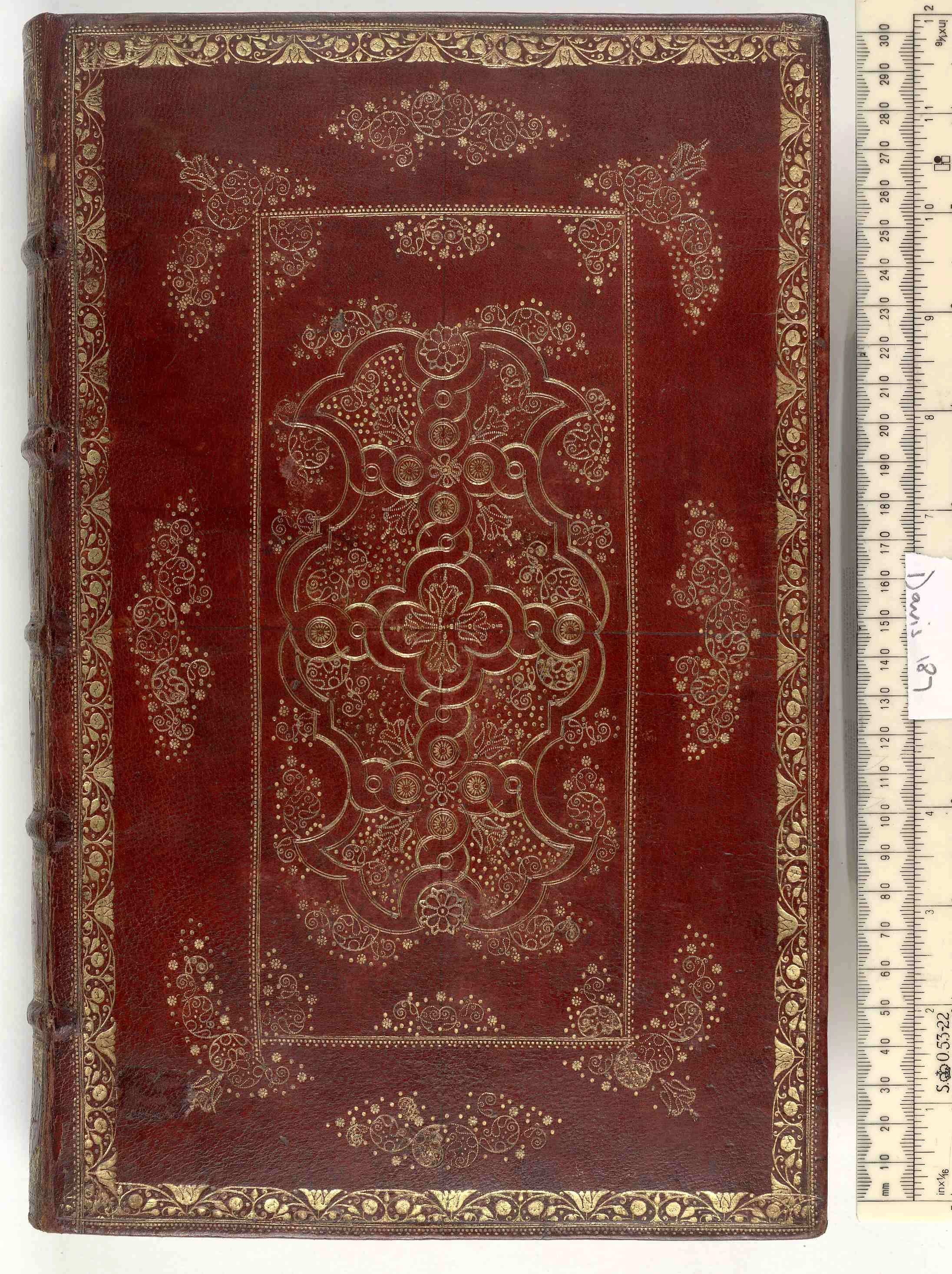
영국 도서관에 소장된 『우주의 참된 지적 체계』 (1678)의 고급 양장본 초판 (서가 번호: Davis 187).

커드워스에 따르면, 『지적 체계』는 "치명적인 필연성" 또는 결정론을 반박하는 담론에서 비롯되었다. 그는 계획을 확장하여 세 가지 사항을 증명하고자 했다.
1. 신의 존재;
2. 도덕적 구별의 자연스러움; 그리고
3. 인간의 자유의 현실성.

이 세 가지는 총체적으로 (물리적 체계와 대조되는) 우주의 지적 체계를 구성한다. 그리고 이들은 각각 세 가지 거짓 원리에 의해 반대된다: 무신론, 종교적 숙명론 (모든 도덕적 구별을 신의 의지에 귀속시킴), 고대 스토아 학파의 숙명론 (신을 인정하면서도 그를 자연과 동일시함). 무신론을 다루는 첫 번째 부분만이 출판되었다.
커드워스는 물질주의적 무신론의 두 가지 주요 형태를 비판한다: 데모크리토스, 에피쿠로스, 토머스 홉스가 채택한 원자론; 그리고 람사쿠스의 스트라톤에게 귀속되는 물활론 (물질 내부에 있는 자기 조직적인 생명력의 가정을 통해 모든 것을 설명함). 커드워스가 작품의 대부분을 할애하는 원자론적 무신론은 개별적으로는 무신론적이지 않은 두 가지 원리 (즉, 원자론과 육체론, 또는 육체 외에는 아무것도 존재하지 않는다는 교리)의 결합에서 비롯된다고 설명된다. 커드워스는 스토아 학파의 예가 육체론이 유신론적일 수 있음을 보여준다고 제안한다.
커드워스는 원자론의 역사를 상세히 논한다. 순전히 물리적 적용에서 원자론은 그가 전적으로 받아들이는 이론이다. 그는 피타고라스, 엠페도클레스 및 다른 많은 고대 철학자들이 유신론적 원자론을 가르쳤으며, 데모크리토스에 의해 무신론으로 변질되었을 뿐이라고 주장한다. 커드워스는 원자론이 트로이 전쟁 이전에 시돈 사상가인 모슈스 또는 모쿠스 (그는 구약성경의 모세와 동일시함)에 의해 처음 발명되었다고 믿는다.
커드워스는 자신의 작품을 배열하는 방식이 최종 장에서 반박하기 전에 무신론적 주장을 정교하게 정리하는 것이었다. 이로 인해 많은 독자들이 커드워스 자신을 무신론자로 비난하게 되었다. 존 드라이든은 다음과 같이 언급했다. "그는 신과 섭리의 존재에 대해 너무나 강력한 반론을 제기하여 많은 사람들이 그가 그 반론에 답변하지 못했다고 생각한다." 또한 책의 부차적인 문제인 "가소성 매체" (플라톤의 "세계 영혼"의 부활) 개념에도 많은 관심이 쏠렸는데, 이는 신의 직접적인 개입 없이 자연의 존재와 법칙을 설명하기 위한 것이었다. 이 이론은 피에르 벨과 조르주루이 르클레르 드 뷔퐁 백작 사이에 장기적인 논쟁을 불러일으켰는데, 전자는 가소성 매체가 무신론에 유리하다고 주장했고, 후자는 이를 부인했다.
1896년 앤드루 딕슨 화이트는 이 책을 요약하며 다음과 같이 썼다.

오늘날까지도 그 [커드워스]는 학문의 폭, 사상의 힘, 관용, 정직함 면에서 잉글랜드 국교회의 가장 위대한 영광 중 한 명으로 남아 있다... 그는 고대 또는 현대의 우주에 대한 모든 위험한 이론으로부터 기독교를 보호할 요새를 건설하고자 했다... 천재성이 작품의 모든 부분에 드러났지만, 엄격한 정통주의자들에게 심각한 의구심을 불러일으키는 특징들이 나타났다. 그는 전능자의 우주에 대한 직접적인 개인적 작용에 대한 옛 이론에서 완전히 벗어났다. 그는 법칙의 작용을 강조하고, 기적적 개입의 지속적인 행사를 거부했으며, 자연계에 "오류"와 "실책"이 존재한다는 사실을 지적하고, 내적인 원리에 따라 자연의 느리고 점진적인 발전으로 우주가 시작되고 유지된다는 주장을 강력히 옹호했다.

## 문장
틀:Infobox COA wide

## 족보
|  |                                                                  |  |  |  |  |  |  |  |  |  |  |  |  |  |  |  |
|  | 8. 랄프 커드워스 (1558년 사망), 올덤 워너스 출신                 |  |  |  |  |  |  |  |  |  |  |  |  |  |  |  |
|  |                                                                  |  |  |  |  |  |  |  |  |  |  |  |  |  |  |  |
|  |                                                                  |  |  |  |  |  |  |  |  |  |  |  |  |  |  |  |
|  | 4. 랄프 커드워스 (1572년 사망), 올덤 워너스 출신                 |  |  |  |  |  |  |  |  |  |  |  |  |  |  |  |
|  |                                                                  |  |  |  |  |  |  |  |  |  |  |  |  |  |  |  |
|  |                                                                  |  |  |  |  |  |  |  |  |  |  |  |  |  |  |  |
|  | 9. 아그네스 리즈                                                 |  |  |  |  |  |  |  |  |  |  |  |  |  |  |  |
|  |                                                                  |  |  |  |  |  |  |  |  |  |  |  |  |  |  |  |
|  |                                                                  |  |  |  |  |  |  |  |  |  |  |  |  |  |  |  |
|  | 2. 랄프 커드워스 (1572/3–1624)                                   |  |  |  |  |  |  |  |  |  |  |  |  |  |  |  |
|  |                                                                  |  |  |  |  |  |  |  |  |  |  |  |  |  |  |  |
|  |                                                                  |  |  |  |  |  |  |  |  |  |  |  |  |  |  |  |
|  | 10. 아서 애시턴 (1591년 사망), 리틀버러 클레그 출신              |  |  |  |  |  |  |  |  |  |  |  |  |  |  |  |
|  |                                                                  |  |  |  |  |  |  |  |  |  |  |  |  |  |  |  |
|  |                                                                  |  |  |  |  |  |  |  |  |  |  |  |  |  |  |  |
|  | 5. 제인 애시턴                                                   |  |  |  |  |  |  |  |  |  |  |  |  |  |  |  |
|  |                                                                  |  |  |  |  |  |  |  |  |  |  |  |  |  |  |  |
|  |                                                                  |  |  |  |  |  |  |  |  |  |  |  |  |  |  |  |
|  | 1. 랄프 커드워스                                                 |  |  |  |  |  |  |  |  |  |  |  |  |  |  |  |
|  |                                                                  |  |  |  |  |  |  |  |  |  |  |  |  |  |  |  |
|  |                                                                  |  |  |  |  |  |  |  |  |  |  |  |  |  |  |  |
|  | 12. 존 마치엘, 런던 출신                                         |  |  |  |  |  |  |  |  |  |  |  |  |  |  |  |
|  |                                                                  |  |  |  |  |  |  |  |  |  |  |  |  |  |  |  |
|  |                                                                  |  |  |  |  |  |  |  |  |  |  |  |  |  |  |  |
|  | 6. 매튜 마치엘 (1549년경–1593년), 런던 출신                      |  |  |  |  |  |  |  |  |  |  |  |  |  |  |  |
|  |                                                                  |  |  |  |  |  |  |  |  |  |  |  |  |  |  |  |
|  |                                                                  |  |  |  |  |  |  |  |  |  |  |  |  |  |  |  |
|  | 13. 제인 로딩턴                                                  |  |  |  |  |  |  |  |  |  |  |  |  |  |  |  |
|  |                                                                  |  |  |  |  |  |  |  |  |  |  |  |  |  |  |  |
|  |                                                                  |  |  |  |  |  |  |  |  |  |  |  |  |  |  |  |
|  | 3. 메리 마치엘 (1582년경–1634)                                   |  |  |  |  |  |  |  |  |  |  |  |  |  |  |  |
|  |                                                                  |  |  |  |  |  |  |  |  |  |  |  |  |  |  |  |
|  |                                                                  |  |  |  |  |  |  |  |  |  |  |  |  |  |  |  |
|  | 14. 에드워드 루크너 (1517년경–1556년), 서식스주 킹스턴 부치 출신 |  |  |  |  |  |  |  |  |  |  |  |  |  |  |  |
|  |                                                                  |  |  |  |  |  |  |  |  |  |  |  |  |  |  |  |
|  |                                                                  |  |  |  |  |  |  |  |  |  |  |  |  |  |  |  |
|  | 7. 메리 루크너                                                   |  |  |  |  |  |  |  |  |  |  |  |  |  |  |  |
|  |                                                                  |  |  |  |  |  |  |  |  |  |  |  |  |  |  |  |
|  |                                                                  |  |  |  |  |  |  |  |  |  |  |  |  |  |  |  |
|  | 15. 도로시 로스                                                  |  |  |  |  |  |  |  |  |  |  |  |  |  |  |  |
|  |                                                                  |  |  |  |  |  |  |  |  |  |  |  |  |  |  |  |
|  |                                                                  |  |  |  |  |  |  |  |  |  |  |  |  |  |  |  |

## 자료
- 본 문서에는 현재 퍼블릭 도메인에 속한 브리태니커 백과사전 제11판의 내용을 기초로 작성된 내용이 포함되어 있습니다.

## 더 읽어보기
- 커드워스의 『우주의 참된 지적 체계』(1678)는 요한 로렌츠 폰 모샤임에 의해 라틴어로 번역되었으며, 존 J. 해리슨의 판본 (1845)에 영어 번역된 주석과 논문이 추가되었다. 첫 라틴어 판본: 요한 로렌츠 폰 모샤임, Radulphi Cudworthi Systema intellectuale hujus universi, 2 Vols (sumtu viduae Meyer, Jena 1733); 두 번째 라틴어 판본 (쪽수가 매겨진 Mosheimii Praefatio 포함): (Samuel and John Luchtmans: Lugduni Batavorum, 1773).
- 토머스 버치의 『삶과 저술에 대한 기록』(Account), 1743년 런던에서 출판된 제2판에서 처음 출판되었고, 이후 판본에서 재판되었다. 버치는 모샤임에 이어 커드워스의 본문에 주석과 참고 자료를 추가했다.
- 폴 알렉상드르 르네 자네, Essai sur le médiateur plastique de Cudworth (Ladrange: 파리, 1860).
- 존 털로크, 17세기 영국 이성 신학 및 기독교 철학 (윌리엄 블랙우드 앤 선즈: 에든버러 및 런던, 1874), ii, pp. 193–302.
- C.E. 로우리, 랄프 커드워스의 철학: 우주의 참된 지적 체계 연구 (필립스 & 헌트: 뉴욕, 1884).
- 제임스 마티노, 윤리 이론의 유형 (클래렌던 프레스: 옥스퍼드, 1885), ii, pp. 396–424.
- 윌리엄 리처드 스콧, 커드워스의 논문 서론 (롱맨스, 그린 & 코: 런던, 1891).
- 제프리 필립 헨리, 케임브리지 플라톤주의자들과 종교 사상에서의 그들의 위치 (기독교 지식 증진 협회: 런던, 1930) pp. 70–81
- J. H. 뮤어헤드, 앵글로색슨 철학의 플라톤 전통: 영국과 미국의 관념론 역사 연구 (런던: 조지 앨런 & 언윈 LTD; 뉴욕: 맥밀란 컴퍼니, 1931), i, pp. 25–71
- 아서 프라이어, 논리와 윤리의 기초 (옥스퍼드 대학교 출판부, 1949), pp. 13–25
- 리디아 지시, 랄프 커드워스 철학의 플라톤주의와 데카르트주의 (페를라그 헤르베르트 랑 & 치: 베른, 1962)
- 이안 P. 맥그리얼, 빛과 계몽: 케임브리지 플라톤주의자들과 네덜란드 아르미니우스주의자 연구 (케임브리지: 케임브리지 대학교 출판부, 1957), pp. 117–145
- 슬라보미르 라우베, Deus explicatus: Stworzenie i Bóg w myśli Ralpha Cudwortha (랄프 커드워스 사상 속의 창조와 신) (비아위스토크 (폴란드), 2000).
- 벤자민 카터, '인간의 작은 공화국'. 랄프 커드워스의 윤리 및 정치 철학의 삼위일체적 기원. (뢰번: 페터스: 벨기에, ISD, 2011).